# Wahlbezirk Galizien 27
Der Wahlbezirk Galizien 27 war ein Wahlkreis für die Wahlen zum Abgeordnetenhaus im österreichischen Kronland Galizien. Der Wahlbezirk wurde 1907 mit der Einführung der Reichsratswahlordnung geschaffen und bestand bis zum Zusammenbruch der Habsburgermonarchie.

## Geschichte
Nachdem der Reichsrat im Herbst 1906 das allgemeine, gleiche, geheime und direkte Männerwahlrecht beschlossen hatte, wurde mit 26. Jänner 1907 die große Wahlrechtsreform durch Sanktionierung von Kaiser Franz Joseph I. gültig. Mit der neuen Reichsratswahlordnung schuf man insgesamt 516 Wahlbezirke, wobei mit Ausnahme Galiziens in jedem Wahlbezirk ein Abgeordneter im Zuge der Reichsratswahl gewählt wurde. In Galizien wurde in den Städtewahlkreisen je ein Abgeordneter gewählt, in den Landgemeindewahlkreisen Galiziens wurden zwei Abgeordneter ermittelt.
Der Wahlkreis Galizien 27 umfasste die ostgalizischen Städte Drohobycz, Turka, Bolechów und Skole in den gleichnamigen Gerichtsbezirken Drohobycz, Turka, Bolechów und Skole. Zwei Drittel der Wahlberechtigten des Wahlbezirks lebten in der Stadt Drohobycz, wobei in den Orten ein hoher Anteil jüdischer Einwohner lebte.
Aus der Reichsratswahl 1907 ging der Polnische Demokrat Nathan Löwenstein von Opoka als Sieger hervor, der seinen Sitz bei der Reichsratswahl 1911 verteidigen konnte.

## Wahlergebnisse

### Reichsratswahl 1907
Die Reichsratswahl 1907 wurde am 14. Mai 1907 (erster Wahlgang) durchgeführt. Die Stichwahl entfiel auf Grund der absoluten Mehrheit für Löwenstein von Opoka im ersten Wahlgang.
| Kandidat                                                                     | Partei                                          | Wahlkreis- stimmen | Prozent |
| ---------------------------------------------------------------------------- | ----------------------------------------------- | ------------------ | ------- |
| Nathan Löwenstein von Opoka                                                  | Polnische Demokraten                            | 3935               | 54,4 %  |
| Jaroslav Olesnyckyj                                                          | Ukrainische Nationaldemokratische Partei (UNDP) | 1518               | 30,0 %  |
| Gerson Zipper                                                                | Jüdischnationale Partei                         | 1231               | 17,0 %  |
| Samuel Haecker                                                               | Polnische Sozialdemokratische Partei Galiziens  | 551                | 7,6 %   |
| Handiak                                                                      | Unabhängiger                                    | 0                  | 0,0 %   |
|                                                                              | Sonstige Parteien                               | 2                  | 0,0 %   |
| Wahlberechtigte: 9.342, Ungültige/Leere Stimmen: 36, Wahlbeteiligung: 77,9 % |                                                 |                    |         |

### Reichsratswahl 1911
Die Reichsratswahl 1911 wurde am 13. Juni 1911 (erster Wahlgang) sowie am 20. Juni 1911 (Stichwahl) durchgeführt. Die Stichwahl entfiel auf Grund der absoluten Mehrheit für Löwenstein von Opoka im ersten Wahlgang.
| Kandidat                                                                       | Partei                                   | Wahlkreis- stimmen | Prozent |
| ------------------------------------------------------------------------------ | ---------------------------------------- | ------------------ | ------- |
| Nathan Löwenstein von Opoka                                                    | Polnische Demokraten                     | 5976               | 77,4 %  |
| Volodymyr Kobryn                                                               | Ukrainische Nationaldemokratische Partei | 775                | 10,0 %  |
| Gerschon Zipper                                                                | Jüdischnationale Partei                  | 603                | 7,8 %   |
| Mateusz Balicki                                                                | PSP                                      | 361                | 4,7 %   |
|                                                                                | Sonstige Parteien                        | 1                  | 0,0 %   |
| Wahlberechtigte: 11.652, Ungültige/Leere Stimmen: 254, Wahlbeteiligung: 68,4 % |                                          |                    |         |